# Rocketdyne LR64-NA-4

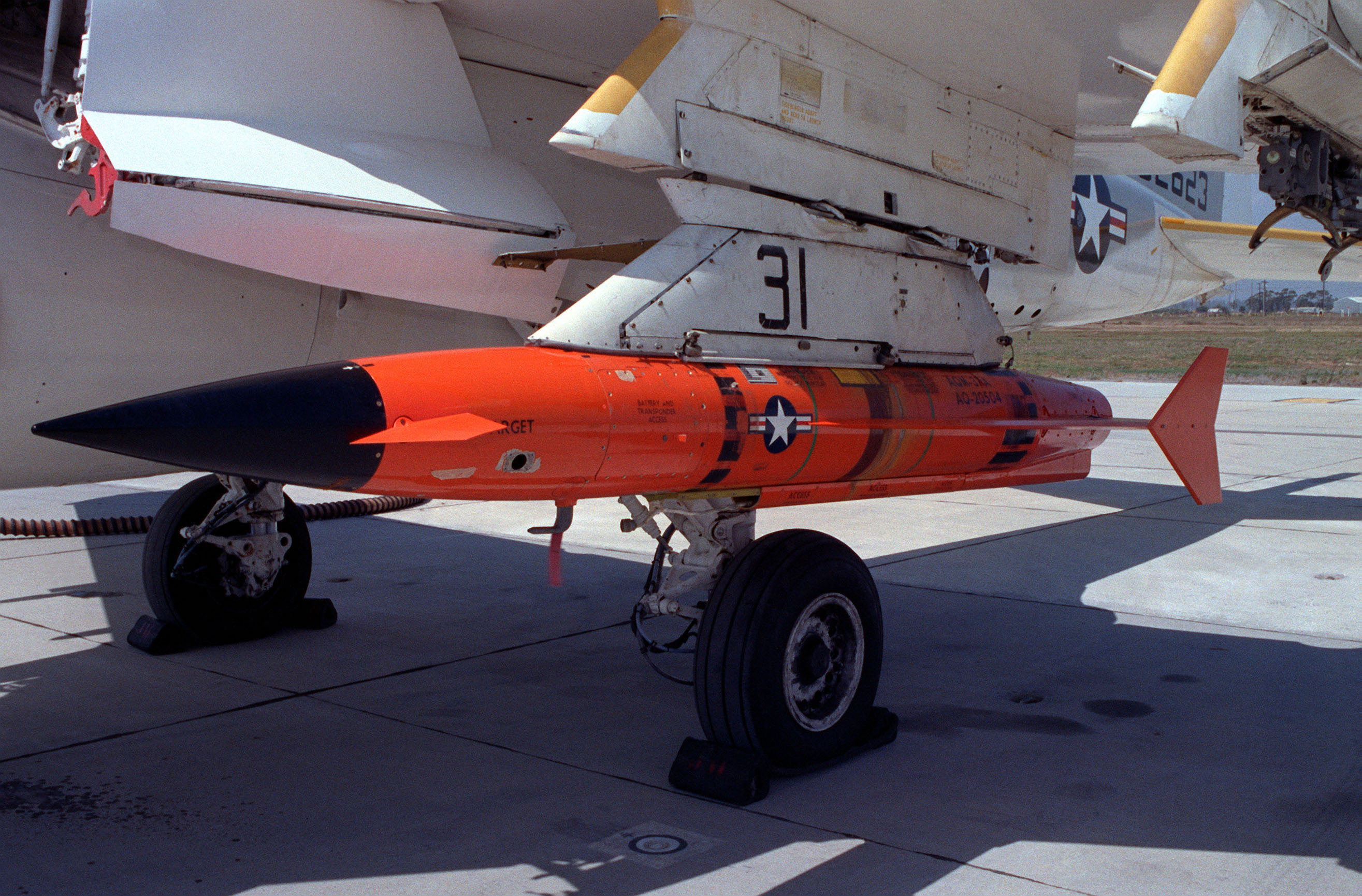
Le AQM-37A est propulsé par le LR64-NA-4.

Le Rocketdyne LR64-NA-4, aussi appelé P4-1, est un moteur-fusée à ergols liquides développé par Rocketdyne, à l'époque une division de North American Aviation, pour la propulsion du Beechcraft AQM-37 Jayhawk. Il consomme comme ergols de l'IRFNA et de l'Hydyne, ce dernier ayant servi sur les lanceurs Juno I. Il possède une poussée de soutien de 48 kg à 21 km, et une poussée d'appoint de 250 kg à presque 7 km. Il est haut de 53 cm pour 17 cm de large.